# Franco Pisano (generale)
Franco Pisano (Sassari, 15 aprile 1930 – Abano Terme, 28 dicembre 2018) è stato un generale e aviatore italiano, che ha ricoperto l'incarico di Capo di stato maggiore dell'Aeronautica Militare tra il 18 settembre 1986 e il 15 aprile 1990. La parte più significativa della sua carriera di aviatore lo vide totalizzare 3807 ore di volo alla cloche di 22 tipi velivoli, svolgendo una intensa attività acrobatica nella Pattuglia Acrobatica Nazionale, e operativa nei Reparti di intercettori e cacciabombardieri a livello nazionale..

## Biografia

I North American F-86E Sabre delle Frecce Tricolori con la prima livrea blu e l'insegna con la freccia.

Nacque a Sassari il 15 aprile 1930. A partire dal 1949 frequentò l'Accademia Aeronautica, Corso Grifo II, uscendone nel 1952 con il grado di sottotenente pilota in servizio permanente effettivo. 
Esperto pilota acrobatico, tra il 1955 e il 1957 prestò servizio presso il 51º Stormo,  mentre fra il 1961 ed il 1962 fu capo formazione della Pattuglia Acrobatica Nazionale (PAN). Tra il 1967 e il 1968 ricoprì l'incarico di addetto aeronautico presso l'Ambasciata d'Italia a Saigon, Vietnam del sud, mentre imperversava la guerra con il Vietnam del nord. Prestò servizio presso lo Stato maggiore dell'Aeronautica in diverse fasi della sua carriera, fra il 1966 ed il 1970, ricoprendo gli incarichi di capo sezione presso l'Ufficio addestramento del 3º Reparto e presso l'Ufficio sviluppo tecnico del 4º Reparto.
Fu poi comandante del 5º Stormo sull'aeroporto di Rimini-Miramare e del 3° Regional Operation Center (ROC). Promosso generale di brigata aerea nel 1976,  fra quell'anno ed il 1979 fu a capo del Reparto "Politica militare" dello Stato Maggiore della Difesa. Generale di divisione aerea nel 1979, ha comandato l'Accademia Aeronautica ed è stato anche Comandante Generale delle Scuole.
Dopo aver comandato la 1ª Regione Aerea, nel novembre 1981 divenne Sottocapo di Stato Maggiore della Difesa, e promosso generale di squadra aerea nel 1982, lasciò l'incarico presso lo Stato Maggiore della Difesa nel febbraio. Il 18 settembre 1986 fu nominato Capo di stato maggiore dell'Aeronautica Militare . Il 28 agosto 1988 avvenne la tragedia di Ramstein che coinvolse i velivoli della Pattuglia Acrobatica Nazionale delle Frecce Tricolori. Egli reagì duramente all'ondata di emotività che invase l'Italia e alle critiche apparse sulla stampa. La necessità di aiutare gli uomini delle PAN nel momento del disastro, secondo un funzionario che all'epoca lavorava con il Ministro della Difesa Valerio Zanone, lo portò ad assumere una posizione molto rigida nei confronti dello sgomento del paese e della classe politica, cosa che suscitò molta irritazione e non servì a correggere gli ingiustificati eccessi espressi da una parte dell'opinione pubblica e della stampa.
Sulla strage di Ustica, di cui fu presidente della commissione d'inchiesta dal Ministero della Difesa, scelse sempre la via del silenzio assoluto, che impose anche ai suoi sottoposti. Il 17 marzo 1989 il Ministro della Difesa Valerio Zanone gli ordinò di svolgere un’inchiesta "tecnica-amministrativa" per accertare, in base alle conclusioni del collegio peritale Blasi, eventuali mancanze o disfunzioni dell’apparato militare italiano in merito alla vicenda del Douglas DC-9 della Itavia. Egli consegnò le sue conclusioni il 5 maggio 1989, escludendo responsabilità dell'Aeronautica militare e la presenza di velivoli militari sul posto al momento del disastro.
Lasciò l'incarico di Capo di stato maggiore il 15 aprile 1990. Il 15 gennaio 1992, al termine di decine di interrogatori e confronti, il giudice Rosario Priore incriminò 13 alti ufficiali dell’Aeronautica Militare accusandoli di aver depistato le indagini sulla strage. Tra loro vi erano lui, i generali Lamberto Bartolucci, ex Capo di Stato Maggiore dell’Aeronautica, Franco Ferri, ex sottocapo di Stato Maggiore, Zeno Tascio, Capo del Sios, e Corrado Melillo, Capo del terzo reparto dello Stato Maggiore. Il reato ipotizzato negli atti giudiziari era quello di attentato contro l’attività del governo con l'aggravante dell’alto tradimento e della falsa testimonianza, in relazione all’accusa di strage ipotizzata contro ignoti. Fu prosciolto, così come gli altri ufficiali, da tutte le accuse.
Nuovamente accusato, a proposito della presenza di radon nei tunnel della base del 1° ROC del Monte Venda, di aver fatto respirare tale gas ai suoi sottufficiali senza prendere le adeguate misure di protezione, fu sottoposto a processo al termine del quale caddero tutte le accuse nei suoi confronti e venne assolto con la formula piena.
Residente ad Abano Terme, lì si spense, in seguito ai postumi di una frattura al femore, il 28 dicembre 2018. Sposato dal 1960 con la signora Margherita
la coppia ha avuto due figli, Francesco e Paolo.

### Fonti
1. 1 2 3 4 5 6  Il Corriere dell'Aviatore n.3/4, marzo-aprile 2019, p. 19.
2. 1 2 3  Asso Aeronautica Padova.
3. 1 2 3 4  Aeronautica difesa.
4. 1 2 3 4  La Repubblica.
5. ↑  Sito web del Quirinale: dettaglio decorato.
6. ↑  Sito web del Quirinale: dettaglio decorato.
7. ↑  Sito web del Quirinale: dettaglio decorato.